# فلومبورن
فلومبورن (به آلمانی: Flomborn) یک شهر در آلمان است که در آلزی-ورمز واقع شده‌است. فلومبورن ۱٬۰۳۷ نفر جمعیت دارد.